# Ameneminet (hivatalnok)
Ameneminet (ỉmn-m-ỉn.t, „Ámon a völgyben”) ókori egyiptomi hivatalnok, katona, a medzsai főnöke II. Ramszesz idején.
Valószínűleg még I. Széthi uralkodása alatt született. Apja Wenennofer, Ámon főpapja, anyja Iszet, Ámon énekesnője. Úgy tűnik, Ameneminet I. Széthi uralkodása alatt lépett katonai pályára, ekkor kocsihajtó és istállómester volt. Később a csapatok parancsnokaként külföldre küldték. II. Ramszesz alatt nevezték ki a medzsai vezetőjévé. Ebben a minőségében részt vett az uralkodó halotti temploma, a Ramesszeum építési munkálataiban is. Felesége, Nofertari Szokar temploma szem-papjának, Minmoszénak a lánya volt.
Ameneminet számára sír épült Nyugat-Thébában, de ezt még nem sikerült azonosítani. Nyugat, Thébából került elő szarkofágjának és egy ajtókeretnek több darabja, ezek a sírból származnak. Egyedülállónak számít Nápolyban található családi emlékműve, amely családtagjait ábrázoló, egyetlen kőtömbbe faragott, múmiaforma szobrocskákból áll. 

## Fordítás
- Ez a szócikk részben vagy egészben  az   Ameneminet című német Wikipédia-szócikk ezen változatának fordításán alapul.  Az eredeti cikk szerkesztőit annak laptörténete sorolja fel. Ez a jelzés csupán a megfogalmazás eredetét és a szerzői jogokat jelzi, nem szolgál a cikkben szereplő információk forrásmegjelöléseként.